# Pardirallus
Pardirallus és un gènere d'ocells de la família dels ràl·lids (Rallidae) que habita zones humides de l'àrea neotropical, incloent les Antilles.

## Llista d'espècies
Se n'han descrit 3 espècies dins aquest gènere:
- rascló pintat (Pardirallus maculatus).
- rascló culnegre (Pardirallus nigricans).
- rascló de bec sagnant (Pardirallus sanguinolentus).